# Ematurgina acervata
Ematurgina acervata är en fjärilsart som beskrevs av Adalbert Seitz 1932. Ematurgina acervata ingår i släktet Ematurgina och familjen Riodinidae. Inga underarter finns listade i Catalogue of Life.